# Бутич, Иван Лукич
Иван Лукич Бутич (21 сентября 1919, Усовка, Полтавская губерния — 9 мая 2007, Киев) — украинский историк-источниковед и архивист. Кандидат исторических наук (1950). Член Научного общества имени Шевченко (1992).

## Биография
Родился в селе Усовка (ныне Пирятинского района Полтавской области). Окончил Киевский государственный университет (1945).
Работал в архивном управлении НКВД СССР, затем начальником научно-издательского отдела архивного управления МВД УССР.
В 1954—1971 годах — начальник научно-издательского отдела Архивного управления при СМ СССР, в 1958—1965 годах — ответственный редактор «Научно-информационного бюллетеня Архивного управления УССР», а в 1965—1971 годах — журнала «Архивы Украины».
Из «Информации» КГБ в августе 1968:
Так, начальник научно-исследовательского отдела Архивного управления при СМ УССР, кандидат исторических наук Бутич И. Л. 23 в частной беседе заявил: «Это вообще очень плохо для политического авторитета нашей страны в мире. Мы ещё не знаем, чем всё это кончится. Мы не должны были вводить в Чехословакию вооружённые силы. Что там делается, мы не знаем. Мы знаем только то, что передали сегодня по радио».
Соучредитель и соредактор межведомственного сборника «Исторические источники и их использование» (1964—1971).
В 1971—1991 годах работал в редакции издания «История городов и сёл Украинской ССР», с 1991 года — ведущий научный сотрудник Института украинской археографии НАН Украины.

## Научная деятельность
Автор работ по архивоведению, историографии, историческому краеведению. Был инициатором и сосоставителем документальных сборников о Тарасе Шевченко (1963), И. Франко (1966), Лесе Украинке (1971). Был научным редактором 26-томного издания «История городов и сёл Украинской ССР».

### Сочинения
- Генеральний опис Лівобережної України 1765–1769 рр.: Покажчик населених пунктів. К., 1959 [співупор.]; * Документи Богдана Хмельницького. К., 1961 [співупор.];
- Архів – літопис народу. К., 1970;
- Гайдамацький рух на Україні в XVIII ст. К., 1970 [співупор.];
- Кирило-Мефодіївське товариство, т. 1–3. К., 1990 [співупор.];
- Чернігівщина: Енциклопедичний довідник. К., 1990 [у співавт.];
- Полтавщина: Енциклопедичний довідник. К., 1992 [у співавт.];
- Універсали Богдана Хмельницького. 1648–1657. К., 1998 [співупор.].

## Награды
За участие в научной разработке и издании дневника О. Кистяковского присуждена премия имени М. Грушевского НАН Украины.